# Fronteira (Minas Gerais)
Fronteira is een gemeente in de Braziliaanse deelstaat Minas Gerais. De gemeente telt 15.706 inwoners (schatting 2009).

## Aangrenzende gemeenten
De gemeente grenst aan Frutal, Guaraci (SP), Icém (SP) en Orindiúva (SP).

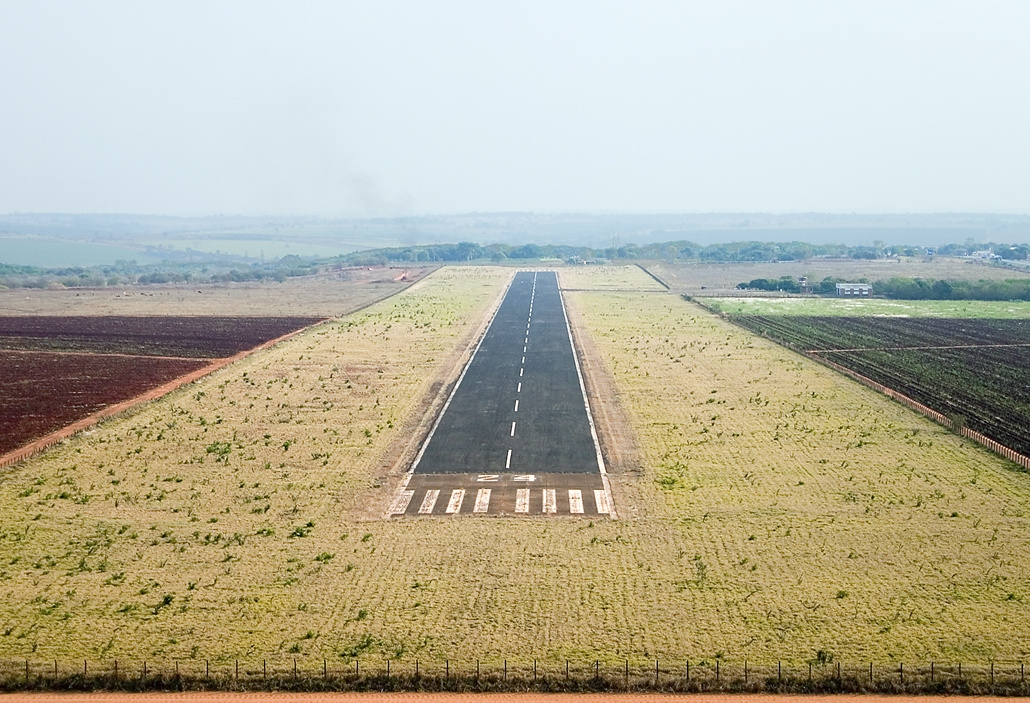
Landingsbaan van de luchthaven in Fronteira